# Sotonistička panika
Sotonistička panika ili sotonističko ritualno zlostavljanje (SRZ) jest moralna panika koja se sastoji od više od 12 000 nedokazanih slučajeva ritualnog zlostavljanja. Započela je u Sjedinjenim Američkim Državama 1980-ih godina, šireći se po drugim dijelovima svijeta do kasnih 1990-ih, a traje i danas. Panika je nastala 1980. godine objavljivanjem knjige Michelle Remembers, koju su zajedno napisali kanadski psihijatar Lawrence Pazder i njegova pacijentica i buduća supruga Michelle Smith. Oni su koristili diskreditiranu terapiju oporavka pamćenja kako bi iznijela jezive tvrdnje o sotonističkom ritualnom zlostavljanju nad Smithovom. Optužbe koje su se kasnije pojavile u većem dijelu Sjedinjenih Američkih Država uključivale su izvješća o fizičkom i seksualnom zlostavljanju ljudi u kontekstu okultnih ili sotonističkih rituala. U najekstremnijem obliku, tvrdnje su se pozivale na zavjeru globalnog sotonističkog kulta koji uključuje bogatu i moćnu svjetsku elitu u kojoj se djeca otimaju ili odgajaju za ljudske žrtve, pornografiju i prostituciju. Slične tvrdnje vratile su se i nedavno u obliku QAnona.
Gotovo svaki aspekt ritualnog zlostavljanja je kontroverzan, uključujući njegovu definiciju, izvor optužbi i dokaze za njih, svjedočanstva navodnih žrtava i sudske slučajeve koji uključuju optužbe i kaznene istrage. Panika je zahvatila odvjetnike, terapeute i socijalne radnike koji su se bavili optužbama seksualnog zlostavljanja djece. Optužbe su u početku okupile vrlo različite skupine, uključujući vjerske fundamentaliste, policijske istražitelje, odvjetnike djece, terapeute i klijente u psihoterapiji. Izraz sotonsko zlostavljanje je prije bio češći; kasnije je nastao izraz sotonsko ritualno zlostavljanje i nadalje je sekularizirano u ritualno zlostavljanje. S vremenom su se optužbe sve više povezivale s disocijativnim poremećajem osobnosti (tada zvanim poremećaj višestruke osobnosti) i teorijama zavjere protiv vlade.
Početni interes pojavio se putem reklamne kampanje za Pazderovu knjigu Michelle Remembers iz 1980. godine, a održavao se i popularizirao tijekom desetljeća izvještavanjem o suđenju McMartin. Svjedočanstva, popisi simptoma, glasine i tehnike za istraživanje ili otkrivanje sjećanja na SRZ širili su se putem profesionalnih, popularnih i vjerskih konferencija, kao i kroz talk showove, održavajući i dalje šireći moralnu paniku diljem Sjedinjenih Država i izvan njih. U nekim slučajevima, optužbe su rezultirale kaznenim suđenjima s različitim rezultatima; nakon sedam godina na sudu, suđenje McMartin nije rezultiralo osudama ni za jednog od optuženih, dok su drugi slučajevi rezultirali dugim kaznama, od kojih su neke kasnije poništene. Znanstveno zanimanje za ovu temu polako se razvijalo, što je na kraju rezultiralo zaključkom da je fenomen moralna panika, koja je, kako je to rekao jedan istraživač 2017., "uključivala stotine optužbi da pedofili koji štuju Sotonu upravljaju američkim ustanovinama za dječju skrb u predgrađima bijele srednje klase."
Iako je postojalo 12 000 dokumentiranih optužbi diljem zemlje, policijski istražitelji nisu uspjeli dokazati nijednu tvrdnju o organiziranom zlostavljanju.

## Povijest

### Rana povijest
Optužbe o užasnim djelima (uključujući kanibalizam, ubojstvo djece, mučenje i incestuozne orgije) vanjskih skupina mogu staviti manjine u ulogu "Drugog", kao i stvoriti žrtvenog jarca za složene probleme u vremenima društvenih poremećaja. SRZ panika ponovila je mnoge od značajki povijesnih moralnih panika i teorija zavjere, kao što je Apionova krvna kleveta protiv Židova 30-ih godina n. e., glasine koje su dovele do progona prvih kršćana u Rimskom Carstvu, kasniji navodi o židovskim ritualima koji uključuju ubijanje kršćanskih beba i oskvrnjenje Euharistije, te lov na vještice u 16. i 17. stoljeću. Autoriteti su koristili torturu i zatvaranje u zatvor kako bi iznudili priznanja od navodnih sotonista, priznanja koja su kasnije korištena da opravdaju njihova pogubljenja. Zapise ovih starijih tvrdnji povezivali su suvremeni zagovornici u nastojanju da pokažu da su suvremeni sotonistički kultovi bili dio drevne zavjere zla, iako u konačnici u Europi nije postojao nikakav dokaz o kultovima štovanja Sotone u bilo kojem trenutku njezine povijesti.
Neposredniji presedan u kontekstu sotonskog ritualnog zlostavljanja u Sjedinjenim Državma bio je Makartizam 1950-ih. Podloga za suvremenu moralnu paniku pronađena je u porastu pet čimbenika u godinama koje su prethodile 1980-ima: uspostava kršćanskog fundamentalizma te osnivanje i politički aktivizam vjerske organizacije koja je nazvana Moralna većina; uspon protukultnog pokreta koji je optužio nasilne kultove za otmicu i ispiranje mozgova djece i tinejdžera; pojava Sotonističke Crkve i drugih izričito sotonističkih skupina koje su dodale zrnce istine postojanju sotonističkih kultova; razvoj područja socijalnog rada ili zaštite djece i njegova borba da se seksualno zlostavljanje djece prepozna kao društveni problem i teški zločin; te popularizacija posttraumatskog stresnog poremećaja, potisnutog sjećanja i odgovarajućeg pokreta preživjelih.

### Michelle Remembersi suđenje McMartin
Michelle Remembers, koju su napisale Kanađanke Michelle Smith i njezin suprug, psihijatar Lawrence Pazder, objavljena je 1980. Sada diskreditirana, knjiga je napisana u obliku autobiografije, predstavljajući prvu modernu tvrdnju da je zlostavljanje djece bilo povezano sa sotonističkim ritualima. Pazder je također bio odgovoran za kreiranje termina ritualnog zlostavljanja. Michelle Remembers pružila je model za brojne optužbe za SRZ koje su uslijedile kasnije u istom desetljeću. Na temelju uspjeha knjige, Pazder je razvio visok medijski profil, držao je predavanja i obuke o SRZ-u za provedbu zakona, a do rujna 1990. djelovao je kao konzultant na više od 1000 slučajeva SRZ-a, uključujući suđenje McMartin. Tužitelji su koristili Michelle Remembers kao vodič kada su pripremali slučajeve protiv navodnih sotonista. Sumnja se da su Michelle Remembers, zajedno s drugim izvještajima prikazanim kao priče preživjelih, utjecali na kasnije navode o SRZ-u, a knjiga je predložena kao uzročni čimbenik u kasnijoj epidemiji navoda o SRZ-u.
Početkom 1980-ih, tijekom provedbe zakona o obveznom prijavljivanju, došlo je do velikog porasta istraga o zaštiti djece u Americi, Britaniji i drugim razvijenim zemljama, zajedno s povećanom javnom sviješću o zlostavljanju djece. Istraga optužbi o incestu u Kaliforniji također je promijenjena, sa slučajevima koje su vodili socijalni radnici koji su koristili tehnike navođenja i prisile na intervjue koje su policijski istražitelji izbjegavali. Takve promjene u procesuiranju slučajeva navodnog incesta rezultirale su porastom priznanja očeva u zamjenu za nagodbe. Ubrzo nakon toga, neka su djeca u slučajevima zaštite djece počela iznositi tvrdnje o užasnom fizičkom i seksualnom zlostavljanju od strane skrbnika unutar organiziranih rituala, tvrdeći da je riječ o seksualnom zlostavljanju u sotonističkim ritualima i korištenju sotonističkih simbola. Ovi su slučajevi dobili oznaku "sotonsko ritualno zlostavljanje" i u medijima i među profesionalcima. Sjećanja iz djetinjstva na slično zlostavljanje počela su se pojavljivati kod psihoterapije odraslih.
Godine 1983. podignute su optužbe na suđenju McMartin, velikom slučaju u Kaliforniji, koji je privukao pažnju diljem Sjedinjenih Država i sadržavao je optužbe o zlostavljanju sotonističkih rituala. Slučaj je izazvao ogromnu polarizaciju u tumačenju dostupnih dokaza. Ubrzo nakon toga, više od 100 predškolskih ustanova diljem zemlje postalo je predmetom sličnih senzacionalističkih optužbi, o kojima je žustro i nekritički izvještavao tisak. Tijekom suđenja McMartinu, medijsko izvještavanje o optuženicima (Peggy McMartin i Ray Buckey) bilo je neumoljivo negativno, fokusirajući se samo na izjave tužiteljstva. Michelle Smith i drugi navodni preživjeli susreli su se s roditeljima koji su sudjelovali u suđenju i vjeruje se da su utjecali na svjedočenje protiv optuženih.
Kee MacFarlane, socijalna radnica zaposlena u Children's Institute International, razvila je novi način ispitivanja djece s anatomski ispravnim lutkama i koristila ih u nastojanju da pomogne u otkrivanju zlostavljanja djece McMartina. Nakon što je zamolila djecu da pokažu mjesta na lutkama na kojima su navodno dodirivana i postavljanja sugestivnih pitanja, MacFarlane je dijagnosticirala seksualno zlostavljanje kod gotovo sve McMartinove djece. Iznudila je razotkrivanja koristeći duge intervjue koji su nagrađivali razgovore o zlostavljanju i kažnjavali poricanja. Svjedočenje na suđenju koje je proizašlo iz takvih metoda često je bilo kontradiktorno i nejasno u svim detaljima osim u tvrdnji da se zlostavljanje dogodilo. Iako su početne optužbe u slučaju McMartin sadržavale navode o sotonističkom zlostavljanju i opsežnu zavjeru, te su značajke odbačene relativno rano u suđenju, a kazneni progon je nastavljen samo za neobredne navode o zlostavljanju djece protiv samo dvoje optuženika. Nakon tri godine svjedočenja, McMartin i Buckey oslobođeni su po 52 od 65 točaka, a porota je bila neodlučna u preostalih 13 optužbi protiv Buckeyja, s 11 od 13 porotnika koji su odlučili da nisu krivi. Buckey je bio ponovno optužen i dvije godine kasnije pušten bez osude.

### Teorije zavjere
Godine 1984. MacFarlane je upozorio kongresni odbor da su djeca bila prisiljena sudjelovati u skatološkom ponašanju i gledati bizarne rituale u kojima se životinje kolju. Ubrzo nakon toga, Kongres Sjedinjenih Država udvostručio je proračun za programe zaštite djece. Psihijatar Roland Summit održao je konferencije nakon suđenja McMartinu i opisao fenomen kao zavjeru koja je uključivala svakoga tko je skeptičan prema tom fenomenu. Do 1986. socijalna radnica Carol Darling tvrdila je pred velikom porotom da je zavjera stigla do vlade. Njezin suprug Brad Darling održao je prezentacije na konferenciji o sotonističkoj zavjeri iz davnih vremena za koju je sada vjerovao da prožima američkim zajednicama.
Godine 1985. Patricia Pulling udružila se s psihijatrom Thomasom Radeckim, direktorom Nacionalne koalicije za televizijsko nasilje, kako bi stvorili B.A.D.D. (Bothered About Dungeons and Dragons). Pulling i B.A.D.D. općenito su smatrali igre uloga, a posebno Dungeons & Dragons kao oruđe za novačenje u sotonistički kult, navodeći mlade na samoubojstva, ubojstva i sotonsko ritualno zlostavljanje. Ostali navodni alati za novačenje uključivali su heavy metal glazbu, odgajatelje, centre za skrb o djeci i televiziju. Te su informacije dijelile na policijskim i javnim seminarima o podizanju svijesti o kriminalu i okultizmu, ponekad i od strane aktivnih policijskih službenika. Nijedna od ovih tvrdnji nije držala vodu u analizi ili na sudu. Zapravo, analiza samoubojstava mladih u dotičnom razdoblju pokazala je da su igrači igri uloga zapravo imali puno nižu stopu samoubojstava od prosjeka.
Do kasnih 1980-ih, terapeuti ili pacijenti koji su vjerovali da je netko patio od SRZ-a mogli su predložiti rješenja koja su uključivala kršćansku psihoterapiju, egzorcizam i grupe podrške čiji su se članovi sami identificirali kao "antisotonistički ratnici." Federalna sredstva su povećana za istraživanja o zlostavljanju djece, pri čemu su veliki dijelovi sredstava dodijeljeni istraživanju seksualnog zlostavljanja djece. Financiranje je također osigurano za konferencije koje podupiru ideju SRZ-a, dodajući izgled respektabilnosti ideji, kao i nudeći priliku tužiteljima da razmijene savjete o tome kako najbolje osigurati osude — s taktikama uključujući uništavanjem bilješki, odbijanje snimanja razgovora s djecom, te uništavanje ili odbijanje dijeljenja dokaza s obranom. Da je pronađen dokaz, SRZ bi predstavljao prvu priliku u kojoj su stručnjaci za mentalno zdravlje otkrili organiziranu i tajnu kriminalnu aktivnost. Godine 1987., Geraldo Rivera producirao je nacionalnu televizijsku emisiju o navodnim tajnim kultovima, tvrdeći da "Procjene su da postoji više od milijun sotonista u [Sjedinjenim Državama i oni su] povezani u visoko organiziranu, tajnu mrežu." Snimke ove i sličnih epizoda talk showa naknadno su koristili vjerski fundamentalisti, psihoterapeuti, socijalni radnici i policija za promicanje ideje da postoji zavjera sotonističkih kultova i da ti kultovi čine ozbiljne zločine.
U 1990-ima, psiholog D. Corydon Hammond objavio je detaljnu teoriju o ritualnom zlostavljanju izvučenu iz hipnoterapije sa svojim pacijentima, tvrdeći da su bili žrtve svjetske zavjere organiziranih, tajnih stanica koje su koristile torturu, kontrolu uma i ritualno zlostavljanje kako bi stvorile alternativne osobnosti koje bi se mogle "aktivirati" šifriranim riječima; žrtve su navodno obučavane za ubojice, prostitutke, trgovce drogom i dječje seksualne radnike (za stvaranje dječje pornografije). Hammond je tvrdio da su njegovi pacijenti otkrili da je zavjeru osmislio židovski liječnik u nacističkoj Njemačkoj, ali koji je tada radio za CIA s ciljem svjetske dominacije uz sotonistički kult. Kult je navodno bio sastavljen od uglednih, moćnih članova društva koji su koristili prikupljena sredstva za promicanje svojih ciljeva. Nestanak sjećanja među žrtvama i nepostojanje dokaza navedeni su kao dokazi moći i učinkovitosti ovog kulta u promicanju njegove agende. Hammondove tvrdnje privukle su znatnu pozornost, djelomično zahvaljujući njegovoj istaknutosti u području hipnoze i psihoterapije.

### Vjerski korijeni i sekularizacija
Sotonsko ritualno zlostavljanje okupilo je nekoliko skupina koje se obično ne udružuju, uključujući psihoterapeute, grupe za samopomoć, vjerske fundamentaliste i organe za provođenje zakona. Početne optužbe bile su iznesene u kontekstu rastuće političke moći konzervativnog kršćanstva u Sjedinjenim Državama, a vjerski fundamentalisti s entuzijazmom su promicali glasine o SRZ. Psihoterapeuti koji su bili aktivno prakticirali kršćanstvo zagovarali su dijagnozu disocijativnog poremećaja osobnosti; ubrzo nakon toga počeli su se pojavljivati izvještaji slični Michelle Remembers, s nekim terapeutima koji su vjerovali da su alter ega nekih pacijenata rezultat demonskog opsjednuća. Protestantizam je bio ključan u pokretanju, širenju i održavanju glasina kroz propovijedi o opasnostima SRZ-a, predavanja navodnih stručnjaka i molitvenih sesija, uključujući prikazivanje Riverina televizijskog specijala iz 1987. Pojavili su se sekularni zagovornici, a značajno su se uključili i djelatnici za zaštitu djece. Treneri za provedbu zakona, mnogi i sami izrazito religiozni, postali su snažni promicatelji tvrdnji i samoopisani "stručnjaci" za tu temu. Njihova uključenost u slučajeve seksualnog zlostavljanja djece proizvela je više optužbi za SRZ, dodajući vjerodostojnost fenomenu. Kako su objašnjenja za SRZ bila distancirana od evangelističkog kršćanstva i povezivana sa skupinama "preživjelih", motivacije pripisane navodnim sotonistima pomaknule su se s borbe protiv vjerskog neprijatelja na kontrolu uma i zlostavljanje bez ikakve druge svrhe. Kliničari, psihoterapeuti i socijalni radnici dokumentirali su klijente s navodnom poviješću SRZ, iako su tvrdnje terapeuta bile nepotkrijepljene izvan svjedočenja njihovih klijenata.

### Međunarodno širenje
Godine 1987. Catherine Gould objavila je popis "pokazatelja", koji sadrži široku lepezu nejasnih simptoma koji su u konačnici bili uobičajeni, nespecifični i subjektivni, a navodno se pomoću njih može dijagnosticirati SRZ kod većine male djece. Do kasnih 1980-ih optužbe su se počele pojavljivati diljem svijeta (uključujući Kanadu, Australiju, Ujedinjeno Kraljevstvo, Novi Zeland, Nizozemsku i Skandinaviju), dijelom zahvaljujući engleskom kao zajedničkom međunarodnom jeziku te u Ujedinjenom Kraljevstvu, uz pomoć Gouldove liste indikatora. Vjera u SRZ brzo se proširila među stručnjacima za mentalno zdravlje (unatoč nedostatku dokaza) kroz niz seminara kontinuirane edukacije, tijekom kojih su se polaznici poticali da vjeruju u stvarnost sotonističkih kultova, njihovih žrtava, i da ne preispituju ekstreme i bizarna otkrivena sjećanja. Dokaz je pružen u obliku nepovezanih djelića informacija kao što su slike koje su nacrtali pacijenti, naslovnice heavy metal albuma, povijesni folklor o štovateljima vraga i slike osakaćenih životinja. Tijekom seminara pacijenti su iznosili svjedočanstva o svojim iskustvima, a voditelji su naglašavali da je vraćanje sjećanja važno za ozdravljenje.
- Godine 1986. u Australiji je održan najveći simpozij o zlostavljanju djece u povijesti, na kojem su govorili glasni zagovornici SRZ-a Kee MacFarlane, Roland Summit, Astrid Heppenstall Heger i David Finkelhor.[61]

- Godine 1987., tekstovi o tom fenomenu pojavili su se u Ujedinjenom Kraljevstvu zajedno s incidentima koji su sadržavali uglavnom slične optužbe kao što je skandal oko zlostavljanja djece u Clevelandu; tvrdnje o SRZ-u u Nottinghamu rezultirale su "britanskim McMartinom", djelomično savjetovanim radom britanskog novinara Tima Tatea na tu temu.[40] Zajedno s popisom pokazatelja, američki govornici na konferenciji, pamfleti, izvorni materijali, konzultanti, rječnik koji se odnosi na SRZ i navodno financiranje su uvezeni, što je promoviralo identifikaciju i savjetovanje o britanskim SRZ optužbama.[40][52] Istraga u Nottinghamu rezultirala je kaznenim prijavama za teško zlostavljanje djece koje u konačnici nije imalo nikakve veze sa sotonističkim ritualima, a kritizirano je zbog fokusiranja na nebitne i nepostojeće sotonističke aspekte optužbi nauštrb teškog konvencionalnog zlostavljanja koje su djeca trpjela.[62]

- 1989. policijski detektiv Sandi Gallant iz San Francisca dala je intervju za novine u Ujedinjenom Kraljevstvu. U isto vrijeme, nekoliko drugih terapeuta obišlo je zemlju držeći govore o SRZ-u, a nedugo nakon toga pojavili su se slučajevi SRZ-a u Orkneyju, Rochdaleu, Londonu i Nottinghamu.

- Godine 1992. podignute su optužbe o Martensville sotonističkom seksualnom skandalu; optužbe su oborene 1995. na temelju nepropisnog intervjuiranja djece.

- Val optužbi za SRZ pojavio se na Novom Zelandu 1991., a u Norveškoj 1992.

- Sredinom devedesetih u Egiptu, tabloidi poput Rose Al Youssef počeli su objavljivati članke o navodnoj supkulturi štovatelja Sotone i rituala koji se šire među tinejdžerima i mladima srednje i više srednje klase, povezujući to s metal i heavy metal glazbom, bendovima, simbolikom i grafitima. Izvorni članak objavljen 11. studenoga 1996. napisao je Abdallah Kamal, ali ubrzo i drugi pisci i novinari su počeli pisati o tome, uključujući Adela Hamudu i druge. Javne intrige na kraju su dovele do toga da je sigurnosni aparat upao u domove nekih mladih ljudi s glazbene scene i njihovih prijatelja, zaplijenijevši objave, vrpce i CD-e, nametnuvši im kratke frizure i podvrgnuvši ih sesijama vjerske reformacije, prije nego što su ih pustili, ali strah se nastavio povremeno raspirivati sve do 2000-ih iz kojeg su proizašle knjige i talk showi.

- Godine 1998. Jean LaFontaine izdala je knjigu u kojoj navodi da su optužbe za SRZ u Ujedinjenom Kraljevstvu bile potaknute istragama koje su nadzirali socijalni radnici koji su pohađali SRZ seminare u Sjedinjenim Državama.

- Godine 2021. i 2022. dvije uzastopne reportaže novinara švicarske televizije Ilone Stämpfli i Robin Rehmann predstavili su dokaze da teorije zavjere usko povezane sa sotonskom panikom još uvijek imaju različite skupine i pojedince u Švicarskoj, među kojima su učitelji, psihoterapeuti, visokoškolci policijski službenici s visokim činovima i viši liječnik Clienia, najveće grupe privatnih psihijatrijskih klinika u Švicarskoj. Kao reakciju na prvi dokumentarac, dvoje intervjuiranih učitelja, kao i višeg liječnika, otpustili su njihovi poslodavci.

### Skepticizam, odbacivanje i suvremeno postojanje
Medijska pokrivenost SRZ počela je postajati negativna do 1987., a "panika" je završila između 1992. i 1995. Izdavanje HBO-ovog televizijski filma Indictment: The McMartin Trial 1995. ponovno je prikazalo Raya Buckeyja kao žrtvu pretjerano revnog progona, a ne kao nasilnog predatora i označilo prekretnicu u javnoj percepciji optužbi za zlostavljanje sotonističkim ritualima. Godine 1995. Geraldo Rivera izdao je ispriku za svoju televizijsku emisiju iz 1987. koja se fokusirala na navodne sekte. Do 2003. godine optužbe o ritualnom zlostavljanju dočekane su s velikim skepticizmom i vjera u SRZ više se nije smatrala glavnom strujom u stručnim krugovima; iako je seksualno zlostavljanje djece stvaran i ozbiljan problem, navodi o SRZ-u u biti su bili lažni. Razlozi za propast ovog fenomena uključuju propast kaznenog progona protiv navodnih zlostavljača, sve veći broj znanstvenika, dužnosnika i izvjestitelja koji preispituju stvarnost optužbi i niz uspješnih tužbi protiv stručnjaka za mentalno zdravlje. Astrofizičar i astrobiolog Carl Sagan posvetio je cijelo jedno poglavlje svoje posljednje knjige, The Demon-Haunted World: Science as a Candle in the Dark (1996.) kritici tvrdnji o vraćenim sjećanjima na otmice NLO-a i zlostavljanje sotonističkim ritualima te je citirao materijal iz Zaklade False Memory Syndrome uz odobrenje.
Neki feministički kritičari dijagnoza SRZ-a tvrdili su da je, tijekom pokušaja čišćenja društva od zla, panika 1980-ih i 1990-ih zamaglila stvarna pitanja zlostavljanja djece, zabrinutost koju je ponovio Gary Clapton. U Engleskoj je panika SRZ-a skrenula resurse i pažnju s dokazanih slučajeva zlostavljanja; to je rezultiralo hijerarhijom zlostavljanja u kojoj je SRZ najozbiljniji oblik, fizičko i seksualno zlostavljanje bilo je minimizirano i/ili marginalizirano, a "puko" fizičko zlostavljanje više nije bilo vrijedno intervencije. Osim toga, kako su se kritike istrage SRZ-a povećavale, fokus socijalnih radnika na SRZ rezultirao je velikim gubitkom kredibiliteta struke. SRZ, sa svojim senzacionalnim sastavom mnogih žrtava koje su zlostavljali mnogi viktimizatori, na kraju je oduzeo veći dio društvenog značaja daleko češćem i dokazanom problemu incesta. Nacionalni centar za zlostavljanje i zanemarivanje osmislio je izraz vjersko zlostavljanje kako bi opisao egzorcizam, trovanje i utapanje djece u ne-sotonskim vjerskim okruženjima kako bi se izbjegla zabuna sa SRZ-em.
Neki ljudi i dalje vjeruju da postoji vjerodostojnost tvrdnji o SRZ-u i nastavljaju raspravljati o toj temi. Publikacije Cathy O'Brien u kojima se tvrdi da je SRZ rezultat vladinih programa (posebno CIA projekta MKULTRA) za proizvodnju kontrole uma u stilu [[mandžurskih kandidata u male djece preuzeli su teoretičari zavjere, povezujući vjeru u SRZ s tvrdnjama o vladinim zavjerama. U knjizi Mistakes Were Made (but Not by Me), autori Carol Tavris i Elliot Aronson navode kontinuirano vjerovanje u fenomen SRZ-a unatoč potpunom nedostatku dokaza kao demonstraciju pristranosti prema potvrdi kod vjernika; dalje ističe da vjernici u SRZ zapravo smatraju nedostatak dokaza dodatnim dokazom, pokazujući "koliko su vođe kulta bili pametni i zli: jeli su te bebe, kosti i sve." Terapeut iz Salt Lake Cityja, Barbara Snow, stavljena je na uvjetnu kaznu 2008. zbog podmetanja lažnih sjećanja na sotonsko zlostavljanje kod pacijenata. Jedan njezin značajan klijent bio je Teal Swan.

### QAnon
Ekstremno desničarski pokret teorije zavjere poznat kao QAnon, koji je nastao na 4chanu 2017. godine, usvojio je mnoge oblike SRZ-a i Sotonske panike. Međutim, umjesto da dječji vrtići budu središta zlostavljanja, liberalni holivudski glumci, demokratski političari i visoki državni dužnosnici prikazani su kao sotonistička kabala koji zlostavlja djecu.

## Definicije
Izraz sotonsko ritualno zlostavljanje koristi se za opisivanje različitih ponašanja, radnji i optužbi koje leže između krajnosti definicija. Godine 1988., nacionalna studija o seksualnom zlostavljanju u američkim dječjim vrtićima, koju je vodio David Finkelhor, podijelila je optužbe za "ritualno zlostavljanje" u tri kategorije - kultni ritualizam u kojem je zlostavljanje imalo duhovni ili društveni cilj za počinitelje, pseudo-ritualizam u kojem je cilj bilo seksualno zadovoljenje, a rituali su korišteni za prestrašivanje ili zastrašivanje žrtava, te psihopatološki ritualizam u kojem su rituali bili uzrokovani mentalnim poremećajima. Naknadni istražitelji proširili su ove definicije i također ukazali na četvrti navodni tip sotonističkog ritualnog zlostavljanja, u kojem su sitni zločini s dvosmislenim značenjem (kao što su grafiti ili vandalizam) općenito počinjeni od strane tinejdžera pripisani djelovanju sotonističkih kultova.
Do ranih 1990-ih, fraza "Sotonsko ritualno zlostavljanje" bila je prikazana u medijskom izvještavanju o ritualnom zlostavljanju, ali se njegova upotreba smanjila među profesionalcima u korist nijansiranih izraza kao što su višedimenzionalni seksualni ringovi djece, ritualno/ritualističko zlostavljanje, organizirano zlostavljanje ili sadističko zlostavljanje, od kojih su neki priznavali složenost slučajeva zlostavljanja s više počinitelja i žrtava bez projiciranja vjerskog okvira na počinitelje. Ovo potonje posebno nije uspjelo značajno poboljšati ili zamijeniti "sotonsko" zlostavljanje jer se nikada nije koristilo za opisivanje bilo kakvih rituala osim sotonističkih koji su bili srž optužbi SRZ-a. Zlostavljanje u kontekstu kršćanstva, islama ili bilo koje druge religije nije uspjelo ući u diskurs o SRZ-u.
Zlostavljanje temeljeno na kultu Optužbe o zlostavljanju temeljenom na kultu je najekstremniji scenarij SRZ-a. Tijekom početnog razdoblja interesa koje je počelo ranih 1980-ih, izraz se koristio za opisivanje mreže tajnih međugeneracijskih kultova koji štuju Sotonu i koji su navodno bili dio visoko organizirane zavjere koja se bavi kriminalnim ponašanjem kao što je prisilna prostitucija, distribucija droge i pornografija. Također se smatralo da ovi kultovi seksualno zlostavljaju i muče djecu kako bi ih natjerali na doživotno štuju Sotonu. Ostale optužbe uključivale su bizarne spolne radnje poput nekrofilije, prisilnog gutanja sjemena, krvi i izmeta, kanibalizma, orgija, liturgijske parodije poput pseudosakramentalne upotrebe izmeta i urina; čedomorstvo, žrtveni pobačaji radi jedenja fetusa i ljudske žrtve; sotonističkih policajaca koji su prikrili dokaze o zločinima SRZ-a i skrnavljenja kršćanskih grobova. Nikakvi dokazi za bilo koju od ovih tvrdnji nikada nisu pronađeni; dokaz koji su iznijeli oni koji su tvrdili da je zlostavljanje temeljeno na kultu prvenstveno se sastojao od sjećanja odraslih koji su se prisjećali zlostavljanja u djetinjstvu, svjedočenje male djece i krajnje kontroverzna priznanja. Ideja o ubilačkoj sotonističkoj zavjeri stvorila je kontroverzu koja je u to vrijeme podijelila profesionalnu zajednicu zlostavljanja djece, iako nisu pronađeni nikakvi dokazi koji bi poduprli tvrdnje o velikom broju djece koja su ubijena ili zlostavljana u sotonističkim ritualima. Iz perspektive provedbe zakona, malo je vjerojatna međugeneracijska zavjera posvećena ritualnom žrtvovanju čiji članovi ostaju potpuno tihi, ne griješe i ne ostavljaju nikakve fizičke dokaze; slučajevi onoga što su mediji netočno percipirali kao stvarna kultna žrtvovanja (kao što je slučaj Adolfa Constanza iz 1989.) poduprli su ovu ideju.

### Zločinački i zabludni sotonizam
Treća varijanta ritualnog zlostavljanja uključuje nereligiozno ritualno zlostavljanje u kojem su rituali bili zabluda ili opsesivni. Postoje slučajevi ekstremnih sadističkih zločina koje su počinili pojedinci, labavo organizirane obitelji i u neki organizirani kultovi, od kojih neki mogu biti povezani sa sotonizmom, iako je vjerojatnije da je to povezano s trgovinom seksom; iako se SRZ može dogoditi u obiteljima, proširenim obiteljima i lokalnim skupinama, ne vjeruje se da se događa u velikim, organiziranim skupinama.

### Acting out
Istražitelji su grafite poput pentagrama smatrali dokazom sotonističkog kulta. Dvosmisleni zločini u kojima se pojavljuju stvarni ili pogrešno interpretirani simboli sotonizma također su smatrani dio fenomena SRZ-a, iako se u većini slučajeva zločini ne mogu povezati s određenim sustavom vjerovanja; manji zločini kao što su vandalizam, neovlašteni upad i ispisivanje grafita često su radnje tinejdžerskog "acting out-a".

### Polarizacija
Nikada nije postojao konsenzus o tome što zapravo predstavlja sotonsko ritualno zlostavljanje. Ovaj nedostatak jedinstvene definicije, kao i zbrka između značenja pojma ritual (religiozni naspram psihološkog) omogućili su širok raspon tvrdnji i dokaza koji se mogu tvrditi kao demonstracija stvarnosti optužbi SRZ-a, bez obzira na to koju su "definiciju" dokazi potkrijepljeni. Oštra neslaganja između skupina koje su podržavale optužbe SRZ-a optužbe kao autentične i onih koje su ih kritizirale kao neutemeljene rezultirale su krajnje polariziranom raspravom s malo kompromisa. Nedostatak vjerodostojnih dokaza za ekstremnija tumačenja se često vide kao dokaz učinkovite zavjere, a ne kao pokazatelj da su optužbe neutemeljene. Religiozna uvjerenja ili ateizam osporavatelja također su rezultirali različitim tumačenjima dokaza, kao i optužbama onih koji odbacuju tvrdnje da su "anti-djece." I vjernici i skeptici razvili su mreže za širenje informacije o njihovim položajima. Jedna od središnjih tema rasprave među engleskim stručnjacima za zlostavljanje djece bila je tvrdnja da bi ljudi jednostavno trebali "vjerovati djeci", te da je svjedočanstvo djece dovoljan dokaz, čime se zanemarila činjenica da se u mnogim slučajevima svjedočenje djece tumačili profesionalci, a ne djeca koja izričito otkrivaju navode o zlostavljanju. U nekim slučajevima to je istodobno predstavljeno s idejom da nije važno postoji li doista SRZ, da je empirijska istina SRZ-a irelevantna, da je svjedočenje djece važnije od svjedočenja liječnika, socijalnih radnika i kaznenopravnog sustava.

## Dokazi
Nacionalni centar za zlostavljanje i zanemarivanje djece proveo je studiju koju je vodio psiholog Gail Goodman sa Sveučilišta u Kaliforniji, koja je otkrila da među 12 000 optužbi za sotonističko ritualno zlostavljanje nije bilo dokaza za "dobro organizirani međugeneracijski sotonistički kult, koji je seksualno zlostavljao i mučio djecu", iako je bilo "uvjerljivih dokaza o pojedinačnim počiniteljima ili parovima koji kažu da su u vezi sa Sotonom ili koriste tvrdnju za zastrašivanje žrtava." Jedan takav slučaj koji je Goodman proučavao uključivao je "bake i djedove [koji] su imali crne haljine, svijeće, i Krista na obrnutom raspelu — a djeca su imala klamidiju, spolno prenosivu bolest, u svojim grlima," prema izvješću okružnog tužitelja.
Dokazi za SRZ prvenstveno su bili u obliku svjedočanstava djece koja su iznosila navode o SRZ-u i odraslih koji tvrde da se sjećaju zlostavljanja iz djetinjstva, koja su možda zaboravljena i obnovljena tijekom terapije.
I kod djece i kod odraslih nisu pronađeni potkrepljujući dokazi za bilo što osim pseudosotonizma u kojem su sotonistički i ritualni aspekti bili sekundarni i korišteni kao paravan za seksualno zlostavljanje. Unatoč ovom nedostatku objektivnih dokaza, i potpomognuti suprotstavljenim definicijama o tome što je SRZ zapravo bio, zagovornici su tvrdili da je SRZ bio stvarni fenomen tijekom vrhunca i za vrijeme pada moralne panike. Unatoč optužbama koje se pojavljuju u Sjedinjenim Državama, Nizozemskoj, Švedskoj, Novom Zelandu i Australiji, nisu pronađeni materijalni dokazi koji bi potkrijepili optužbe o organiziranom zlostavljanju temeljenom na kultu koji prakticira žrtvovanje ljudi i kanibalizam. Iako su stručnjaci za traume često tvrdili da su optužbe djece i odraslih iste, u stvarnosti su izjave odraslih bile opširnije, teže i sadržavale su bizarnije zlostavljanje. U 95 posto slučajeva odraslih, sjećanja na zlostavljanje su se vratila tijekom psihoterapije.
Nekoliko je godina kružio popis osuda koji je sastavila skupina za zagovaranje Believe the Children kao dokaz istinitosti navoda o zlostavljanju sotonističkih rituala, iako sama organizacija više ne postoji, a sam popis je "nevjerojatno zastario".

### Istrage
Provedena su dva istraživanja kako bi se procijenili dokazi za SRZ. U Ujedinjenom Kraljevstvu, vladino izvješće nije dalo dokaze o SRZ-u, nego nekoliko primjera lažnih sotonista koji lažiraju rituale kako bi zastrašili svoje žrtve. U Sjedinjenim Državama, dokazi su prijavljeni, ali su se temeljili na pogrešnim metodama s pretjerano liberalnom definicijom potkrijepljenog slučaja.

#### Ujedinjeno Kraljevstvo
Britanski studij objavljen 1996. otkrio je 62 slučaja navodnog ritualnog zlostavljanja koje su istraživačima prijavile policija, socijalne službe i agencije za socijalnu skrb u razdoblju od 1988. do 1991., što predstavlja maleni udio slučajeva iznimno visokog profila u usporedbi s ukupnim brojem istraženih od strane agencija. Antropologinja Jean LaFontaine provela je nekoliko godina istražujući slučajeve ritualnog zlostavljanja u Britaniji po nalogu vlade, otkrivši da su svi slučajevi navodnog sotonističkog ritualnog zlostavljanja koji se mogu potkrijepiti bili slučajevi u kojima je cilj počinitelja bilo seksualno zadovoljenje, a ne religijsko štovanje. Izrađujući nekoliko izvještaja i knjigu iz 1998. Speak of the Devil, nakon pregleda slučajeva prijavljenih policiji i službama za zaštitu djece diljem zemlje, LaFontaine je zaključila da su jedini rituali koje je otkrila bili oni koje su izmislili zlostavljači djece kako bi zastrašili svoje žrtve ili opravdali seksualno zlostavljanje. Osim toga, seksualno zlostavljanje dogodilo se izvan rituala, što ukazuje da je cilj zlostavljača bilo seksualno zadovoljenje, a ne ritualno ili vjersko. U slučajevima koji uključuju sotonsko zlostavljanje, na sotonističke optužbe mlađe djece utjecali su odrasli, a zabrinutost oko sotonističkih aspekata pokazala se uvjerljivom zbog kulturološke privlačnosti koncepta, ali odvraća pažnju od stvarne štete nanesene žrtvama zlostavljanja.
U novijim godinama, diskreditirane optužbe za SRZ iznesene su protiv Jimmyja Savilea tijekom posthumne istrage o njegovom seksualnom zlostavljanju djece, kao i protiv bivšeg premijera Teda Heatha (koji je prethodno bio lažno optužen za SRZ za života).

#### Sjedinjene Američke Države
David Finkelhor dovršio je istragu o seksualnom zlostavljanju djece u vrtićima u Sjedinjenim Državama i objavio izvješće 1988. Izvješće je pronašlo 270 slučajeva seksualnog zlostavljanja, od kojih je 36 klasificirano kao dokazani slučajevi ritualnog zlostavljanja. Mary de Young je istaknula da je definicija "potkrijepljenog" u izvješću pretjerano liberalna jer zahtijeva samo da je jedna agencija odlučila da je došlo do zlouporabe, čak i ako nije poduzeta nikakva radnja, nisu izvršena uhićenja niti nisu suspendirane licence za rad. Osim toga, više agencija moglo je biti uključeno u svaki slučaj (uključujući FBI, lokalnu policiju, agencije za socijalnu skrb i službe za zaštitu djece u mnogim slučajevima), s velikim razlikama u sumnjama i potvrdama, često u međusobnom neslaganju. Finkelhor bi, nakon što bi dobio "potvrdu", prikupljao podatke od onih koji su bili voljni ili zainteresirani dati ih i nije samostalno istraživao slučajeve, što je rezultiralo čestim pogreškama u njegovim zaključcima. Nema podataka osim studija slučaja i kratkih sažetaka. Tri druga slučaja koje je javnost smatrala potvrđujućima – suđenje McMartinu, slučaj Country Walk i ubojstva u Matamorosu koja je počinio Adolfo Constanzo – u konačnici nisu potvrdila postojanje SRZ-a. Glavna svjedokinja u slučaju Country Walk opetovano je iznijela, a zatim povukla optužbe protiv svog supruga usred neobičnih i prisilnih istraga od strane njezinog odvjetnika i psihologa. Matamorosova ubojstva uključuju ubojstva 12 odraslih osoba koje je ritualno žrtvovala narko-banda inspirirana filmom The Believers, ali nisu uključivala djecu ili seksualno zlostavljanje. Slučaj McMartin nije rezultirao osudama i na kraju se temeljio na optužbama djece bez ikakvih dokaza osim njihovih iznuđenih svjedočenja. Istraga iz 1996. o više od 12 000 navoda o sotonističkom, ritualnom i vjerskom zlostavljanju nije rezultirala niti jednim slučajem koji se smatra činjeničnim ili potkrijepljenim.

#### Nizozemska
Nizozemski istraživački novinari iz Argosa (NPO Radio 1) prikupili su iskustva i priče više od dvije stotine žrtava organiziranog seksualnog zlostavljanja. Stotinu i četrdeset žrtava ispričalo je Argosu o ritualnom zlostavljanju. Više sudionika u istrazi kao počinitelje navodi šest poznatih osoba i više od deset lokacija zlostavljanja. Skladište u Bollenstreeku označeno je kao mjesto za 'skladištenje' i proizvodnju dječje pornografije. Tijekom istrage novinari Argosa primili su anonimni e-mail u kojem se navodi da se novinari moraju 'paziti' jer 'znaju za vašu istragu', uz napomenu da će se 'riješiti dokaza – baš kao što su učinili s Dutrouxom'. Isti dan kad su novinari primili e-mail, izgorjelo je skladište u Bollenstreeku. Prema Argosu, vatrogasci su klasificirali štetu tako velikom da se uzrok požara nije mogao utvrditi.
Kao odgovor na parlamentarna pitanja nakon istrage o Argosu, nizozemski ministar pravosuđa i sigurnosti Ferdinand Grapperhaus rekao je 27. kolovoza 2020. da neće biti 'neovisne istrage o ritualnom zlostavljanju' djece u Nizozemskoj. Zelena ljevica, Socijalistička stranka i Stranka rada kritizirale su Grapperhausa zbog njegove odluke. Dana 13. listopada (2020.), nizozemski Zastupnički dom odobrio je prijedlog u kojem su PvdA, GL i SP tražili da se provede neovisna istraga o prirodi i opsegu "organiziranog sadističkog zlostavljanja djece", zaobilazeći Grapperhausovo prvotno odbijanje za istraživanje.

### Optužbe pacijenata
Većinu svjedočanstava odraslih dali su odrasli dok su bili podvrgnuti psihoterapiji, u većini slučajeva oni su bili podvrgnuti terapiji koja je osmišljena da izazove sjećanja na SRZ. Terapeuti su tvrdili da bol koju su njihovi pacijenti osjećali, unutarnja dosljednost njihovih priča i sličnosti tvrdnji koje su iznijeli različiti pacijenti dokazuju postojanje SRZ-a, ali unatoč tome, otkrića pacijenata nikada nisu rezultirala nikakvim potvrdama. Svim navodima koje su stručnjaci za mentalno zdravlje dobili od navodnih žrtava nedostajali su provjerljivi dokazi, bili su potpuno anegdotski i svi su uključivali incidente koji su se dogodili godinama ili desetljećima prije. Briga za terapeute vrtjela se oko boli njihovih klijenata, koja je za njih važnija od istinitosti izjava njihovih pacijenata. Uzorak od 29 pacijenata u medicinskoj klinici koji je prijavio SRZ nije našao potvrdu tvrdnji u medicinskoj dokumentaciji ili u razgovoru s članovima obitelji, a istraživanje 2709 američkih terapeuta otkrilo je da je većina navoda o SRZ-u došlo od samo šesnaest terapeuta, što sugerira da je odlučujući čimbenik da pacijent iznosi optužbe o SRZ-u bila terapeutova predispozicija. Nadalje, navodne sličnosti između iskaza pacijenata (osobito između odraslih i djece) pokazale su se iluzornima nakon pregleda, pri čemu su odrasli opisivali daleko detaljnije, teže i bizarnije zlostavljanje od djece. Bette Bottoms, koja je pregledala stotine tvrdnji o zlostavljanju odraslih i djece, opisala je konačne dokaze za zlostavljanje kao "zapanjujuće slabe i dvosmislene", posebno s obzirom na težinu navodnog zlostavljanja. Međutim, pokazalo se da terapeuti sve više vjeruju pacijentima kako su optužbe postajale sve bizarnije i teže.
U slučajevima u kojima su pacijenti iznosili tvrdnje koje su fizički nemoguće ili u slučajevima u kojima su dokazi koje je pronašla policija kontradiktorni, detalji koji se navode često su mijenjani. Ako su pacijenti pokazali na mjesto gdje je pokopano tijelo, ali tijelo nije pronađeno niti je zemlja bila poremećena, terapeuti pribjegavaju posebnim molbama, govoreći da je pacijent hipnotički programiran da usmjeri istražitelje na pogrešno mjesto ili da je pacijenta prevario kult u vjerovanju da zločin nije počinjen. Ako su navodna tijela kremirana, a policija ističe da obična vatra nije dostatna za potpuno uništenje tijela, priče uključuju i posebne industrijske peći. Navodi pacijenata se mijenjaju i oni kreativno pronalaze "rješenja" za prigovore.

### Optužbe djece
Druga skupina koja je iznijela navode o SRZ-u bila su mala djeca. Tijekom "Sotonske panike" 1980-ih, tehnike koje su koristili istražitelji za prikupljanje dokaza od svjedoka, osobito male djece, razvile su se tako da su postale vrlo vodeće, prisilne i sugestivne, vršeći pritisak na malu djecu da daju iskaze i odbijajući prihvatiti poricanje, nudeći im poticaje na lažna otkrivanja. Korištene tehnike intervjuiranja bile su čimbenici za koje se vjeruje da su doveli do bizarnih otkrića SRZ-a od strane djece, a promjene forenzičkih tehnika i tehnika intervjuiranja od tada su dovele do nestanka navoda. Analiza tehnika korištenih u dva ključna slučaja (pokusi McMartin i Wee Care predškolskih ustonova) zaključila je da su djeca ispitivana na vrlo sugestivan način. U usporedbi s nizom intervjua Službe za zaštitu djece, intervjui iz dva ispitivanja imali su "značajno veću vjerojatnost da (a) u intervju uvedu nove sugestivne informacije, (b) daju pohvale, obećanja i pozitivno ohrabrenje, (c) izraze neodobravanje, nevjericu ili neslaganje s djecom, (d) vršiti konformistički pritisak i (e) pozivati djecu da se pretvaraju ili nagađaju o navodnim događajima."
Konkretni navodi iz slučajeva uključivali su:
- Viđenje vještica kako lete; putovanja balonom; zlostavljanje i putovanje kroz tunele; identificiranje glumca Chucka Norrisa iz niza slika kao zlostavljača; orgije u autopraonicama i zračnim lukama, djece koja su puštena niz WC u tajne prostorije gdje su bila zlostavljana, zatim očišćena i vraćena njihovim roditeljima koji ništa nisu sumnjali (ispitivanje djece McMartina, nisu pronađeni forenzički dokazi koji bi poduprli ove tvrdnje)

- Silovanje noževima (uključujući oštricu od 12 inča), palicama, vilicama i čarobnim štapićima; napad klauna u čarobnoj sobi; prisiljene pijenja urina; vezanje ih gole za stablo (ispitivanje predškolskog centra za dnevni boravak Fells Acres; nisu pronađeni forenzički dokazi koji bi poduprli ove tvrdnje)

- Ritualno ubojstvo beba; bacanje djece iz čamca u more; putovanja balonima; bacanje beba na zidove; probijanje djece noževima i vilicama; zidovi i podovi glazbene sobe centra bili su namazani urinom i izmetom (suđenje seksualnom zlostavljanju vrtića Little Rascals; nisu pronađeni forenzički dokazi koji bi poduprli ove tvrdnje)

- Prisiljenje glumiti u dječjoj pornografiji i korištenje za dječju prostituciju; mučenje; forsiranje gledanja snuff filmova(slučajevi zlostavljanja djece u okrugu Kern; nikada nije pronađena dječja pornografija koja bi potkrijepila ove optužbe)

- Mentalno invalidni zlostavljač s Noonanovim sindromom pio je ljudsku krv u sotonističkim ritualima; oteo djecu unatoč tome što nije mogao voziti; tjerao djecu da jedu urin i izmet; oteo djecu u tajne sobe; počinio nasilne seksualne napade i premlaćivanja; ubio žirafu, kunića i slona i pio njihovu krv pred djecom. (Slučaj ritualnog zlostavljanja crkve Faith Chapel; nisu pronađeni forenzički dokazi koji bi poduprli ove tvrdnje)

Niz ovih optužbi rezultirao je kaznenim presudama; u analizi tih slučajeva Mary de Young otkrila je da su mnogima osude poništene. Od 22 zaposlenika vrtića i njihovih kazni revidiranih 2007., troje je još uvijek bilo u zatvoru, protiv jedanaest su optužbe odbačene ili poništene, a osam je pušteno prije odsluženja cijele kazne. Razlozi su uključivali tehnička otpuštanja, ustavne izazove i nedolično ponašanje tužitelja.

## Skepticizam

### Kao moralna panika
SRZ i takozvana "Sotonska panika" nazivaju se moralnom panikom i uspoređuju se s krvnom klevetom i lovom na vještice tijekom povijesti Europe, i Makartizam u Sjedinjenim Državama tijekom 20. stoljeća. Stanley Cohen, koji je utemeljio izraz moralna panika, nazvao je epizodu "jednim od najčišćih slučajeva moralne panike." Početna istraživanja SRZ-a proveli su antropolozi i sociolozi, koji nisu uspjeli pronaći dokaze da se SRZ stvarno dogodilo; umjesto toga zaključili su da je SRZ rezultat glasina i narodnih legendi koje su širili "medijska pompa, kršćanski fundamentalizam, stručnjaci za mentalno zdravlje i provođenje zakona te zagovornici zlostavljanja djece." Sociolozi i novinari primijetili su snažan način na koji su se neki evanđeoski aktivisti i skupine koristili tvrdnjama SRZ-a za postizanje svojih vjerskih i političkih ciljeva. Drugi su komentatori sugerirali da bi cijeli fenomen mogao biti dokaz moralne panike zbog sotonizma i zlostavljanja djece. Skeptična objašnjenja za navode o SRZ-u uključivala su pokušaj radikalnih feministica da potkopaju nuklearnu obitelj, reakciju protiv zaposlenih žena, homofobne napade na homoseksualne radnike u vrtićima, univerzalnu potrebu vjere u zlo, strah od alternativnih duhovnosti, tjeskoba "kraja tisućljeća" ili prolazni oblik epilepsije temporalnog režnja.
U svojoj knjizi Sotonska panika, dobitniku nagrade Mencken za najbolju knjigu iz 1994. koju dodjeljuje Free Press Association, Jeffery Victor piše da su u Sjedinjenim Državama skupine za koje postoji najveća vjerojatnost da će vjerovati glasine o SRZ-u ruralne, slabo obrazovane, religiozne konzervativne obitelji bijelih plavih ovratnika s neupitnim uvjerenjem u američke vrijednosti koje osjećaju značajnu tjeskobu zbog gubitka posla, ekonomskog pada i raspada obitelji. Victor smatra glasine o SRZ-u simptomom moralne krize i oblikom žrtvenog jarca za ekonomske i društvene bolesti.

### Porijeklo glasina
Informacije o tvrdnjama SRZ širile su se putem konferencija prezentiranim vjerskim skupinama, crkvama i stručnjacima poput policije i terapeuta, kao i roditelja. Te su konferencije i prezentacije služile za organiziranje agencija i poticanje komunikacije između skupina, održavanje i širenje opovrgnutih ili preuveličanih priča kao činjenice. Pripadnici lokalnih policijskih snaga organizirani u labave mreže usredotočene na kultne zločine, od kojih su se neki predstavljali kao "stručnjaci" i bili su plaćeni da govore na konferencijama diljem Sjedinjenih Država. Religiozni preporoditelji također su iskoristili glasine i propovijedali o opasnostima sotonizma za mlade i predstavljali se na plaćenim angažmanima kao svjetovni stručnjaci. Na vrhuncu panike, vrlo emotivne optužbe i okolnosti optužbi o SRZ-u otežavale su istraživanje tvrdnji, pri čemu se optuženi smatrao krivim, a skeptici su postajali suoptuženi tijekom suđenja, a suđenja su napredovala isključivo na temelju svjedočenja vrlo male djece bez potkrepljujućih dokaza. Nikakvi forenzički ili potkrepljujući dokazi nikada nisu pronađeni za vjersko utemeljeno kanibalističko ili ubojito SRZ, unatoč opsežnim istragama. Zabrinutost i reakcija koju su izrazile razne skupine u vezi s ozbiljnošću ili prijetnjom SRZ-a smatra se nesrazmjernom stvarnoj prijetnji od sotonski motiviranih zločina, a rijetki zločini koji postoje i koji se mogu označiti kao "sotonski" ne opravdavaju postojanje zavjera ili mreža vjerski motiviranih zlostavljača djece.

### Znanstvene istrage i istrage organa za provođenje zakona
Jeffrey Victor pregledao je 67 glasina o SRZ-u u Sjedinjenim Državama i Kanadi objavljenih u novinama ili na televiziji, i nije pronašao nikakve dokaze koji podupiru postojanje ubojitih sotonističkih kultova. LaFontaine navodi da su slučajevi navodnog SRZ-a istraženi u Ujedinjenom Kraljevstvu detaljno pregledani i da je većina bila nepotkrijepljena; za tri je utvrđeno da uključuju seksualno zlostavljanje djece u kontekstu rituala, ali niti jedno nije uključivalo crni sabat ili štovanje vraga koji su karakteristični za navode o SRZ-u. LaFontaine također navodi da nije bilo materijalnih dokaza za optužbe za SRZ; nema kostiju, tijela ili krvi, ni u Sjedinjenim Državama ni u Britaniji.
Kenneth Lanning, FBI-jev stručnjak za istraživanje seksualnog zlostavljanja djece, izjavio je da pseudo-sotonizam može postojati, ali postoji "malo ili nimalo dokaza za ... opsežno razmnožavanje beba, žrtvovanje ljudi i organizirane sotonističke zavjere ."
Postoji mnogo mogućih alternativnih odgovora na pitanje zašto žrtve navode stvari koje se ne čine istinitima. ... Vjerujem da postoji srednji put—kontinuum mogućih aktivnosti. Nešto od onoga što žrtve navode može biti istinito i točno, nešto se može pogrešno percipirati ili iskriviti, nešto može biti skriveno ili simbolično, a nešto može biti "kontaminirano" ili lažno. Problem i izazov, posebice za provedbu zakona, jest utvrditi što je što. To se može učiniti samo aktivnom istragom. Vjerujem da su većina žrtava koje navode "ritualno" zlostavljanje zapravo žrtve nekog oblika zlostavljanja ili traume.
Lanning je 1994. izdao monografiju o SRZ-u namijenjenu tijelima za zaštitu djece, koja je sadržavala njegovo mišljenje da unatoč stotinama istraga nije pronađena nikakva potvrda SRZ-a. Nakon ovog izvješća, nekoliko osuda temeljenih na optužbama SRZ-a je poništeno, a optuženici pušteni.
Prijavljeni slučajevi SRZ-a uključuju bizarne aktivnosti, od kojih su neke nemoguće (poput ljudi koji lete), što dovodi u pitanje vjerodostojnost žrtava seksualnog zlostavljanja djece. U slučajevima u kojima se navodno javlja SRZ, Lanning opisuje uobičajenu dinamiku korištenja straha za kontrolu više mladih žrtava, prisutnost više počinitelja i čudna ili ritualizirana ponašanja, iako se čini da optužbe za zločine poput ljudskih žrtava i kanibalizma nisu opravdane. Lanning također predlaže nekoliko razloga zašto odrasle žrtve mogu iznositi optužbe za SRZ, uključujući "patološku distorziju, traumatsko pamćenje, normalne dječje strahove i fantazije, pogrešnu percepciju i zbunjenost."

## Sudski slučajevi
Optužbe o SRZ-u pojavile su se diljem svijeta. Neuspjeh određenih pravnih slučajeva visokog profila izazvao je svjetsku medijsku pozornost i postao središnji dio rastućih kontroverzi oko zlostavljanja djece, sjećanja i zakona. Svjedočenje djece u tim slučajevima su potencijalno dovela do njihovog kolapsa, jer su porote povjerovale da su izvori optužbi koristili sugestivne i manipulativne tehnike intervjuiranja, a ne stvarne događaje. Istraživanja od tog vremena podupiru te zabrinutosti i bez korištenja ovih tehnika malo je vjerojatno da bi slučajevi ikada došli do suđenja.
U jednoj analizi od 36 sudskih slučajeva koji su uključivali seksualno zlostavljanje djece unutar rituala, samo je jedna četvrtina rezultirala osudama, a sve su imale malo veze s ritualnim seksualnim zlostavljanjem. U istraživanju iz 1994. na više od 11 000 psihijatrijskih i policijskih djelatnika diljem SAD-a, provedenom za National Center on Child Abuse and Neglect, istraživači su istražili približno 12 000 optužbi za seksualno zlostavljanje u grupnom kultu temeljeno na sotonističkim ritualima. Istraživanje nije pronašlo potkrijepljena izvješća o dobro organiziranim sotonističkim krugovima ljudi koji seksualno zlostavljaju djecu, ali je pronašlo incidente u kojima su ritualni aspekti bili sekundarni u odnosu na zlostavljanje i korišteni su za zastrašivanje žrtava. Victor je pregledao 21 sudski slučaj u kojem se navodi SRZ između 1983. i 1987. u kojima nije pokrenut postupak za ritualno zlostavljanje.
Tijekom ranih 1980-ih neki su sudovi pokušali ad hoc prilagodbe riješiti tjeskobe djece svjedoka u vezi sa svjedočenjem pred optuženicima. Zasloni ili video nadzor danas su uobičajena značajka suđenja za seksualno zlostavljanje djece; djeca ranih 1980-ih obično su bila prisiljena na izravan vizualni kontakt s optuženim zlostavljačem dok su bili na sudu. Optužbe SRZ-a na sudovima katalizirale su široku agendu istraživanja prirode dječjih svjedočenja i pouzdanosti njihovih usmenih dokaza na sudu. U konačnici u slučajevima SRZ-a, tehnike prisile koje su koristili okružni tužitelji, terapeuti i policijski službenici koji vjeruju da su bili kritični u uspostavljanju, a često i rješavanju slučajeva SRZ-a. Na sudovima, kada su porote mogle vidjeti snimke ili transkripte razgovora s djecom, navodni zlostavljači su oslobođeni. Reakcija uspješnih tužitelja, raširena po konvencijama i konferencijama o SRZ-u, bila je da unište ili uopće ne zabilježe intervjue. Jedna skupina istraživača zaključila je da djeci obično nedostaje dovoljna količina "eksplicitnog znanja" o sotonističkom ritualnom zlostavljanju da bi sama izmislila sve detalje tvrdnje o SRZ-u. Međutim, isti su istraživači također zaključili da djeca obično imaju dovoljnu količinu općeg znanja o "nasilju i okultnom" da "posluže kao početna točka iz koje se mogu razviti ritualne tvrdnje."
Godine 2006. psiholog i odvjetnik Christopher Barden sastavio je podnesak amicus curiae Vrhovnom sudu Kalifornije koji je potpisalo gotovo 100 međunarodnih stručnjaka na području ljudskog pamćenja, naglašavajući nedostatak vjerodostojne znanstvene potpore za potisnuta i vraćena sjećanja.

## Disocijativni poremećaj identiteta
SRZ je povezano s disocijativnim poremećajem osobnosti (DPO, prije poznat kao poremećaj višestruke osobnosti ili PVO), s mnogim pacijentima s DPO-om koji također navode zlostavljanje u kultu. Prva osoba koja je napisala pripovijest u prvom licu o SRZ-u bila je Michelle Smith, koautorica knjige Michelle Remembers; Smithu je njezin terapeut i kasniji suprug Lawrence Pazder dijagnosticirao DPO. Psihijatri uključeni u Međunarodno društvo za proučavanje traume i disocijacije (tada nazvano Međunarodno društvo za proučavanje višestruke osobnosti i disocijacije), osobito suradnik urednika Bennett G. Braun, nekritički su promicali ideju da su stvarne skupine osoba koje su štovali Sotonu zlostavljali i ritualno žrtvovali djece i, nadalje, da su tisućama osobama vraćale stvarna sjećanja na takvo zlostavljanje tijekom terapije, otvoreno raspravljajući o takvim tvrdnjama u časopisu organizacije, Dissociation. U uvodniku iz 1989., glavni urednik Dissociationa Richard Kluft usporedio je kliničare koji nisu govorili o svojim pacijentima s povratnim sjećanjima na SRZ s "dobrim Nijemcima" tijekom holokausta. Jedan posebno kontroverzan članak pronašao je paralele između izvještaja o SRZ-u i predinkvizicijskih povijesnih zapisa o sotonizmu, stoga se tvrdilo da pronalazi potporu za postojanje drevnih i međugeneracijskih sotonističkih kultova. Pregled ovih tvrdnji od strane sociologinje Mary de Young u članku Behavioral Sciences and the Law iz 1994. primijetio je da je povijesna osnova za ove tvrdnje, a posebno njihov kontinuitet kultova, ceremonija i rituala upitna. Međutim, na konferenciji u studenom 1990., psihijatar i istraživač Frank Putnam, tadašnji šef Jedinice za disocijativne poremećaje Nacionalnog instituta za mentalno zdravlje u Bethesdi, Maryland, vodio je plenarnu sjednicu koja se pokazala kao prva javna prezentacija psihijatrijskih, povijesnih i skepticizam organa za provođenje zakona u pogledu tvrdnji SRZ-a. Ostali članovi panela bili su psihijatar George Ganaway, antropologinja Sherrill Mulhern i psiholog Richard Noll. Nazočni zagovornici SRZ-a smatrali su Putnama, skeptika, da koristi kolege skeptike kao što su Noll i Mulhern kao saveznike u kampanji dezinformiranja kako bi se podijelila zajednica koja vjeruje u SRZ.
Istraživanje koje je istraživalo 12 000 slučajeva navodnog SRZ-a otkrilo je da je većini dijagnosticiran DPO kao i posttraumatski stresni poremećaj. Utvrđeno je da je razina disocijacije u uzorku žena koje navode SRZ viša od usporedivog uzorka vršnjaka koji nisu iskusili SRZ, približavajući se razinama koje pokazuju pacijentice s dijagnozom DPO-a. Uzorak pacijenata kojima je dijagnosticiran DPO i koji su prijavili SRZ u djetinjstvu također pokazuju druge simptome uključujući "disocijativna stanja sa sotonističkim prizvukom, teški posttraumatski stresni poremećaj, krivnju preživjelog, bizarno samozlostavljanje, neobične strahove, seksualizaciju sadističkih impulsa, indoktrinirana uvjerenja i zloupotreba psihoaktivnih substanci." Komentirajući studiju, Philip Coons je izjavio da su pacijenti držani zajedno na odjelu posvećenom disocijativnim poremećajima s dovoljno mogućnosti za druženje, te da su sjećanja vraćena korištenjem hipnoze (što je smatrao upitnim). Nijedan slučaj nije proslijeđen policiji na provjeru, niti je provjera pokušana preko članova obitelji. Coons je također istaknuo da su postojeće ozljede mogle biti samonanesene, da su prijavljena iskustva "iznenađujuće slična" i da su "mnoga izvješća o SRZ-u nastala dok su pacijenti bili hospitalizirani." Pouzdanost sjećanja DPO klijenata koji su tvrdili SRZ u liječenju doveden je u pitanje i predmet je spora u popularnim medijima i među kliničarima; mnoge od iznesenih tvrdnji u osnovi su nemoguće, a navodnim preživjelima nedostaju fizički ožiljci koji bi nastali da su njihove tvrdnje istinite.
Mnogim ženama koje tvrde da su preživjele SRZ dijagnosticiran je DPO i nije jasno jesu li njihove tvrdnje o zlostavljanju u djetinjstvu točne ili su manifestacija njihove dijagnoze. Od uzorka od 29 pacijenata koji su zlostavljani, 22 su imali dijagnozu disocijativnih poremećaja uključujući DPO. Autori su zabilježili da se 58 posto tvrdnji o SRZ-u pojavilo u godinama nakon specijalnog izdanja Geralda Rivere o SRZ-u i daljnjih 34 posto nakon radionice o SRZ-u predstavljenoj u tom području; kod samo dva pacijenta sjećanja su izazvana bez upotrebe "upitnih terapeutskih postupaka za vraćanje pamćenja." Tvrdnje o SRZ-u od strane pacijenata s DPO-om nazivaju se "...često ništa više od fantastičnih pseudosjećanja usađenih ili pojačanih u psihoterapiji" i SRZ kulturni skript percepcije DPO-a. Neki vjeruju da su sjećanja na SRZ isključivo jatrogenski implantirana sjećanja iz sugestivnih terapijskih tehnika, iako su to kritizirali Daniel Brown, Alan Scheflin i Corydon Hammond zbog, kako tvrde, pretjeranog dosezanja znanstvenih podataka koji podupiru jatrogensku teoriju. Drugi su posebno kritizirali Hammonda zbog korištenja terapijskih tehnika za prikupljanje informacija od klijenata koje se oslanjaju isključivo na informacije koje daje terapeut na način koji uvelike ukazuje na jatrogenezu. Skeptici su rekli da je povećanje dijagnoze DPO-a u 1980-im i 1990-im godinama i njegova povezanost sa sjećanjima na SRZ dokaz nesavjesnog liječenja od strane stručnjaka za liječenje.
Velik dio literature o liječenju ritualno zlostavljanih pacijenata fokusiran je na disocijativne poremećaje.

## Lažna sjećanja
Jedno objašnjenje za optužbe o SRZ-z je da su se temeljile na lažnim sjećanjima uzrokovanim korištenjem diskreditiranih sugestivnih tehnika kao što su hipnoza i sugestivna pitanja od strane terapeuta koji su podcjenjivali sugestibilnost svojih klijenata. Promijenjeno stanje svijesti izazvano hipnozom dalo je pacijentima neobičnu sposobnost da proizvedu konfabulacije, često uz pomoć svojih terapeuta.
Paul R. McHugh, profesor psihijatrije na Sveučilištu Johns Hopkins, raspravlja u svojoj knjizi Try to Remember o razvoju događaja koji su doveli do stvaranja lažnih sjećanja u SRZ moralnoj panici i formiranju FMSF-a kao nastojanju da se suvremena znanstvena istraživanja i političke akcije do polarizirajuće borbe oko lažnih sjećanja unutar disciplina mentalnog zdravlja. Prema McHughu, ne postoji koherentna znanstvena osnova za temeljno uvjerenje jedne strane borbe, da seksualno zlostavljanje može uzrokovati masovno sustavno potiskivanje sjećanja kojima se može pristupiti samo hipnozom, prisilnim intervjuima i drugim sumnjivim tehnikama. Skupina psihijatara koja je promicala te ideje, a koju McHugh naziva "manirističkim freudovcima", dosljedno je slijedila deduktivni pristup dijagnozi u kojem se pretpostavljalo da je teorija i uzročno objašnjenje simptoma seksualno zlostavljanje u djetinjstvu koje dovodi do disocijacije, praćeno nizom nedokazanih i nepouzdanih tretmanna s jakom pristranošću potvrde koji su neizbježno proizveli navode i uzroke za koje se pretpostavljalo da postoje.
Pristup liječenju uključivao je izolaciju pacijenta od prijatelja i obitelji unutar psihijatrijskih odjela posvećenih liječenju disocijacije, ispunjenih drugim pacijentima koje su liječili isti liječnici istim pogrešnim metodama i članovima osoblja koji su također koherentno i univerzalno vjerovali u isti isti skup uvjerenja. Ove su metode započele 1980-ih i nastavile su se nekoliko godina sve dok niz sudskih slučajeva i tužbi zbog nesavjesnog liječenja nije rezultiralo time da bolnice nisu uspjele poduprijeti pristup. U slučajevima u kojima su disocijativni simptomi zanemareni, pristup prisilnom liječenju je prestao i pacijenti su udaljeni s namjenskih odjela, optužbe za sotonsko silovanje i zlostavljanje obično su prestale, "oporavljena" sjećanja su identificirana kao izmišljotina, a konvencionalni tretmani za prezentiranje simptoma općenito su bili uspješni.